# سطح ترمودینامیکی ماکسول

تصویری از یک نمونه قدیمی که در سال ۱۹۴۲ گرفته شده است.

سطح ترمودینامیکی ماکسول(به انگلیسی: Maxwell's thermodynamic surface) ماکتی تراش خورده است که توسط فیزیکدان مشهور اسکاتلندی جیمز کلارک ماکسول ساخته شده و نشان دهنده رابطه بین حجم، آنتروپی و انرژی درونی برای یک ماده خالص است.. این بر اساس مقالات گرافیکی ترمودینامیک جوسایا ویلارد گیبس دانشمند آمریکایی در سال 1873 بود.